# Швидкісна дорога S52 (Польща)
Швидкісна дорога S52 – швидкісна дорога в Польщі, що проходить через територію Силезського та Малопольського воєводств. Кінцева довжина маршруту – приблизно 143 кілометри. Дорога пролягає від кордону в Цешині до Бельсько-Бяла європейською трасою E75 та E462 (ділянка до 4 серпня 2016 року позначена номером S1). На ділянці від Бельсько-Бяла до Ґлогочува (сполучення з DK7) дорога має йти за новим маршрутом (Beskidzka Droga Integracyjna). Далі вздовж артерії має бути розташована запланована північна об’їзна дорога Кракова, яка з’єднає автомагістраль A4 у Баліце зі швидкісною дорогою S7 у Кракові. Новий маршрут на ділянці Бельсько-Бяла – Глогочув має замінити нині існуючу національну дорогу 52.
У 1999-2003/2004 роках ділянка Баліце – розв'язка Модльнічка (раніше Kraków Radzikowskiego) мала позначення автомагістралі A41 , чого не було видно на мапах і автомобільних атласах, виданих у той час.